# Шумское (Роменский район)
Шумское (укр. Шумське) — село, Андрияшевская сельская община, Роменский район, Сумская область, Украина.
Код КОАТУУ — 5924181403. Население по переписи 2001 года составляло 29 человек.

## Географическое положение
Село Шумское находится на правом берегу реки Сула, ниже по течению на расстоянии в 2 км расположено село Сурмачевка, на противоположном берегу — село Москалевка.